# 施图本
施图本是德国石勒苏益格－荷尔斯泰因州的一个市镇。总面积5.24平方公里，总人口384人，其中男性176人，女性208人（2011年12月31日），人口密度73人/平方公里。